# Matthias Rosemann

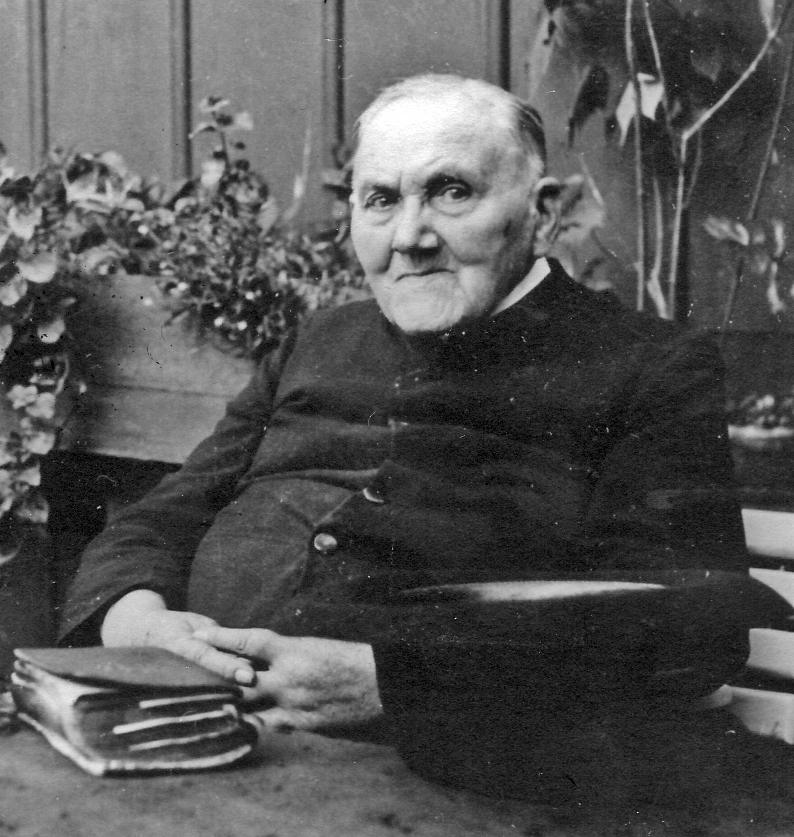
Dechant Matthias Rosemann

Matthias Rosemann (* 7. April 1866 in Kerßenbrock bei Melle; † 26. Dezember 1961 in Wietmarschen/Grafschaft Bentheim) war ein katholischer Geistlicher.

## Leben
Matthias Rosemann wurde am 7. April 1866 in Kerßenbrock geboren und am selben Tag in der Kirche St. Bartholomäus in Wellingholzhausen getauft. Seine Eltern waren der Colon Johann Bernhard Rosemann und dessen Ehefrau Maria Katharina, geb. Markmeyer. Nachdem er im Jahr 1887 erfolgreich das Abitur in Meppen bestanden hatte, studierte er Theologie in Münster und Würzburg, besuchte nebenbei aber auch medizinische Vorlesungen. Als "Einjähriger" nahm er am Militärdienst teil. Im Jahr 1891 trat er in das Priesterseminar in Fulda ein, da das Seminar in Osnabrück umgebaut wurde. Am 12. März 1892 weihte ihn Bischof Joseph Weyland im Dom zu Fulda zum Priester. Er war kurzzeitig Vikar in Wietmarschen, dann acht Jahre Vikar in Herzlake. Im Jahr 1900 wurde er Subregens des Priesterseminars in Osnabrück. Im Jahr 1901 übernahm er die Pfarrei in Bergedorf bei Hamburg. Am 30. Juni 1914 wurde er Pfarrer in Wietmarschen. Dort blieb er bis zu seinem Tode.
Pfarrer Rosemann bat Bischof Berning um Genehmigung "zur Wiedereröffnung der Wallfahrt zur Madonna von Wietmarschen". Der Bischof gewährte die Genehmigung sofort. Die Wallfahrten wurden am 28. August 1921 feierlich eröffnet.
Im Jahr 1922 wurde Rosemann zum Dechanten der Katholiken in der Grafschaft Bentheim berufen.
Im Jahr 1927 wurde die zu klein gewordene Kirche verlängert und als neuromanische Basilika neu errichtet.
Am 27. April 1939 wurde Rosemann zum Päpstlichen Geheimkämmerer ernannt. 1952 wurde er Geistlicher Rat ehrenhalber.
Dechant Rosemann war im Vollsinn des Wortes Seelsorger. Darüber hinaus konnte er seine Vorliebe für die eigenhändige Veredelung von Obstbäumen und wilden Rosen zur Geltung bringen und zeigte Interesse an der Krankenpflege. Er machte zusammen mit seinem Kaplan viele Hausbesuche.
Am 11. Mai 1956 erhielt er das Verdienstkreuz am Bande des Verdienstordens der Bundesrepublik Deutschland.
Mit 95 Jahren war er der älteste amtierende Geistliche Deutschlands.
In Wietmarschen wurde die Matthias-Rosemann-Straße nach ihm benannt.